# Justin Edwards (basket-ball, 2003)
Justin Te'jon Edwards, né le 16 décembre 2003 à Philadelphie en Pennsylvanie, est un joueur américain de basket-ball mesurant 1,98 m et évoluant au poste d'ailier.

## Biographie

### Carrière universitaire
Entre 2023 et 2024, il joue pour les Wildcats du Kentucky.
Le 4 avril 2024, il annonce qu'il se présente à la draft 2024 de la NBA.
Il signe un contrat two-way avec les 76ers de Philadelphie en juillet 2024. Son contrat two-way est converti en un contrat standard en février 2025.

## Palmarès et distinctions personnelles

### Au lycée et universitaires
- McDonald's All-American (2023)
- Jordan Brand Classic (2023)
- Nike Hoop Summit (2023)
- Mr. Pennsylvania Basketball (2023)

## Statistiques

### Universitaires
| Saison    | Équipe   | Matchs | Titul. | Min./m | % Tir | % 3pts | % LF | Rbds/m. | Pass/m. | Int/m. | Ctr/m. | Pts/m. |
| --------- | -------- | ------ | ------ | ------ | ----- | ------ | ---- | ------- | ------- | ------ | ------ | ------ |
| 2023-2024 | Kentucky | 32     | 30     | 21,4   | 48,6  | 36,5   | 77,6 | 3,40    | 0,90    | 0,90   | 0,20   | 8,80   |
| Carrière  | Carrière | 32     | 30     | 21,4   | 48,6  | 36,5   | 77,6 | 3,40    | 0,90    | 0,90   | 0,20   | 8,80   |

### Professionnelles

#### Saison régulière
| Saison    | Équipe       | Matchs | Titul. | Min./m | % Tir | % 3pts | % LF | Rbds/m. | Pass/m. | Int/m. | Ctr/m. | Pts/m. |
| --------- | ------------ | ------ | ------ | ------ | ----- | ------ | ---- | ------- | ------- | ------ | ------ | ------ |
| 2024-2025 | Philadelphie | 44     | 26     | 26,3   | 45,5  | 36,3   | 69,6 | 3,40    | 1,60    | 1,00   | 0,40   | 10,10  |
| Carrière  | Carrière     | 44     | 26     | 26,3   | 45,5  | 36,3   | 69,6 | 3,40    | 1,60    | 1,00   | 0,40   | 10,10  |